# Luis Fonsi
Luis Fonsi, pseudonimo di Luis Alfonso Rodríguez López-Cepero (San Juan, 15 aprile 1978), è un cantautore, attore e ballerino portoricano.
Ha conseguito un successo planetario nel 2017 con il singolo Despacito, in collaborazione con il rapper Daddy Yankee, tormentone estivo che ha raggiunto la prima posizione delle classifiche di 47 nazioni ed è stato certificato platino e diamante in diversi paesi.

## Biografia
Nato a San Juan, è il figlio maggiore di Alfonso Rodríguez e Delia López-Cepero. Ha due fratelli più giovani: Jean Rodríguez (che è anche cantante) e Tatiana Rodríguez.
I suoi primi passi da cantante, li mosse all'età di tre anni quando imitando le stelle del gruppo popolare Menudo, alla sua giovane età si unì al coro dei bambini di San Juan.

## Istruzione e formazione
Nel 1989, all'età di 10 anni, insieme a tutta la sua famiglia si trasferì da Porto Rico a Orlando, in Florida e successivamente, si iscrisse alla Florida State University per seguire gli studi musicali partecipando al coro universitario, e poi a vari tour negli Stati Uniti e a Londra dove incontrò il futuro membro del gruppo NSYNC Joe Fatona.

## Carriera musicale
Nove anni dopo, nel 1998, Fonsi iniziò la sua carriera da cantante con il primo album intitolato Comenzaré da cui l'estratto Por ella, si tu quisieras... divenne un grande successo, facendo salire il suo album al vertice delle classifiche dei passaggi radiofonici in molti paesi del Sud America e facendogli guadagnare il suo primo disco d'oro.
Un nuovo successo arrivò, nel 2000, quando con l'album Eterno, grazie alla canzone Imagíname sin ti vinse un secondo disco d'oro continuando la sua carriera organizzando concerti in tutto il mondo e partecipando a numerosi show televisivi. Due anni dopo, nel 2002, con la pubblicazione dell'album Amor secreto dal quale venne estratto il brano Quisiera poder olvidarme de ti conquistò un terzo disco d'oro nel giro di sei anni.
Nel 2003, con l'album Abrazar la vida, aggiunse al suo stile RnB anche altri generi musicali, duettando anche con Christina Valemi nella canzone La fuerza de mi corazón, che diventerà colonna sonora del cartone animato El Cid - La leggenda.
Dopo una pausa di due anni, nel 2005, uscì l'album Paso a Paso da cui venne tratto il singolo Nada es para siempre ispirato all'allora compagna Adamariz López che nel 2004 si ammalò di tumore al seno.
Durante questo periodo, oltre ad essere cantante, Luis Fonsi si mise anche a comporre brani, scrivendo canzoni per artisti come Olga Tañón ed Ednita Nazario e collaborando anche con Christina Aguilera nella canzone Si no te hubiera conocido. Altre collaborazioni vi furono anche con Britney Spears e con Emma Bunton, inoltre, partecipò ad altri eventi come il Jubilee 2000, che fu un concerto per le vittime degli attacchi dell'11 settembre 2001 e l'elezione di Miss World 2003.
Alla fine del 2006, con la pubblicazione dell'album Grandes Éxitos 98:06 nella sua prima raccolta pubblicò nuove canzoni come: Tu amor, No lo más digas e Vives in mí, collaborando anche con Wisin y Yandel sul singolo Yo te quiero.
Durante i primi anni 2010, dopo aver partecipato alla registrazione della canzone Somos el mundo (versione spagnola di We Are the World) a beneficio delle vittime del terremoto di Haiti, il 19 maggio 2014, pubblicò il suo album 8 da cui vennero estratti estratti i singoli: Corazón en la Maleta, Qué quieres de mí e Llegaste tú dedicata alla figlia Mikaela e scritta in collaborazione con Juan Luis Guerra.
Nel 2016, dopo aver partecipato all'album We Love Disney eseguendo la canzone Esta noche es para amar, l'anno dopo conobbe il suo primo successo a livello mondiale con la canzone Despacito da cui venne tratto l'omonimo album insieme alle versioni con Daddy Yankee, Justin Bieber in versione remixata e con Victor Manuelle nella versione salsera. Sempre nel 2017, ha pubblicato il suo nuovo singolo in collaborazione con Demi Lovato, Échame la culpa seguito a stretto giro, il 18 dicembre 2017, da No me doy por vencido insieme a Martina Stoessel in un evento di solidarietà per l'Argentina e Porto Rico.

## Discografia

### Album in studio
- 1998 – Comenzaré
- 2000 – Eterno
- 2002 – Amor Secreto
- 2002 – Fight the Feeling
- 2003 – Abrazar la Vida
- 2005 – Paso a Paso
- 2008 – Palabras del Silencio
- 2011 – Tierra Firme
- 2014 – 8
- 2019 – Vida
- 2022 – Ley de Gravedad
- 2024 – El Viaje

### Album di remix
- 2001 – Remixes

### Compilation
- 2006 – Éxitos 98:06

### Singoli
- 1998 – Dime cómo
- 1998 – Perdóname
- 1999 – Si tú quisieras
- 1999 – Me iré
- 2000 – Imagíname sin ti
- 2000 – No te cambio por ninguna
- 2001 – Mi sueño
- 2001 – Eterno
- 2001 – Seria fácil
- 2002 – Quisiera poder olvidarme de ti
- 2002 – Amor secreto
- 2002 – Te vas
- 2002 – Secret
- 2003 – ¿Quién te dijo eso?
- 2003 – Abrazar la vida
- 2004 – Por ti podría morir
- 2005 – Nada es para siempre
- 2005 – Estoy perdido
- 2006 – Vivo muriendo
- 2006 – Por una mujer
- 2006 – Paso a paso
- 2006 – Tu amor
- 2008 – No me doy por vencido
- 2008 – Aquí estoy yo (con Aleks Syntek, David Bisbal, e Noel Schajris)
- 2009 – Llueve por dentro
- 2009 – Aunque estés con él
- 2011 – Gritar
- 2012 – Respira
- 2012 – Claridad
- 2012 – Nunca digas siempre
- 2014 – Corazón en la maleta
- 2014 – Llegaste tú (con Juan Luis Guerra)
- 2014 – Qué quieres de mí
- 2015 – Tentación
- 2017 – Despacito (con Daddy Yankee o remix con Daddy Yankee e Justin Bieber)
- 2017 – Kissing Strangers (Remix) (con DNCE ft. Nicki Minaj)
- 2017 – Échame la culpa (con Demi Lovato)
- 2018 – Calypso (con Stefflon Don)
- 2018 – Sigamos Bailando (con Gianluca Vacchi ft. Yandel)
- 2018 – Pa' La Calle (con Coastcity)
- 2018 – Imposible (con Ozuna)
- 2019 – Sola
- 2019 – Right Where I'm Supposed to Be (con Ryan Tedder, Avril Lavigne, Hussain Al Jassmi, Assala Nasri e Tamer Hosny)
- 2019 – Date La Vuelta (con Sebastián Yatra e Nicky Jam)
- 2019 – Pa' Lante (con Alex Sensation e Anitta)
- 2019 – 16 (con Kurt)
- 2019 – Tanto (con Jesse & Joy)
- 2020 – Sway
- 2020 – The World Can Wait (con Paul Oakenfold)
- 2020 – Perfecta (con Farruko)
- 2021 – Dos veces (con David Bisbal)
- 2023 – Bora bora (con Abraham Mateo)
- 2024 – Roma (con Laura Pausini)

### Collaborazioni
- 2017 – Wave your flag (Afrojack ft. Luis Fonsi)
- 2017 – Party Animal (con Charly Black)
- 2018 – Baby (Clean Bandit feat. Marina and the Diamonds e Luis Fonsi)
- 2018 – Sigamos bailando (con Gianluca Vacchi, Yandel)
- 2019 – Per le strade una canzone (con Eros Ramazzotti)
- 2023 – Corazones rotos (con Lola Índigo)

## Filmografia
- 2024 - Capitán Avispa - Regia di Juan Gabriel Guerra  (animazione) - Capitan Wasp (voce)